# Eupithecia lithographata
Eupithecia lithographata là một loài bướm đêm trong họ Geometridae.